# Danny Ecker
Danny Ecker (ur. 21 lipca 1977 w Leverkusen) – niemiecki lekkoatleta, tyczkarz, brązowy medalista mistrzostw świata z Osaki, halowy mistrz Europy (2007), trzykrotny mistrz Niemiec (2004, 2007 oraz w hali 2005).
W 2001 skoczył w hali w Dortmundzie 6,00 m, co jest jego rekordem życiowym, a zarazem halowym rekordem Niemiec i ósmym wynikiem w historii światowej lekkoatletyki.
Jego trenerem był Leszek Klima.
Jego matką jest utytułowana lekkoatletka Heide Rosendahl.

## Sukcesy
| Rok  | Zawody                    | Miasto     | Miejsce |
| ---- | ------------------------- | ---------- | ------- |
| 1998 | Halowe Mistrzostwa Europy | Walencja   | 3.      |
| 1998 | Mistrzostwa Europy        | Budapeszt  | 4.      |
| 1999 | Halowe Mistrzostwa Świata | Maebashi   | 3.      |
| 1999 | Mistrzostwa Świata        | Sewilla    | 4.      |
| 2000 | Igrzyska Olimpijskie      | Sydney     | 8.      |
| 2004 | Igrzyska Olimpijskie      | Ateny      | 5.      |
| 2007 | Halowe Mistrzostwa Europy | Birmingham | 1.      |
| 2007 | Mistrzostwa Świata        | Osaka      | 3.      |
| 2008 | Igrzyska Olimpijskie      | Pekin      | 6.      |